# ローリー・オマーリー
ローリー・オマーリー（Rory O'Malley [ rɔ́ri oʊmǽli ], 1980年12月23日 - ）は、アメリカ合衆国の映画、TV、シアターでのミュージカルで活躍する俳優である。
トニー賞にノミネートされた、『ブック・オブ・モルモン』で演じたエルダー・マッケンリー役でよく知られている。
ゲイ・ライツ(LGBT)の権利についての運動グループ、「ブロードウェイ・インパクト」の共同設立者である。
同性婚を取り扱った、カリフォルニア州の「提案8号」についての『8』は、最初ブロードウェイのステージで上演され、オマーリーはライアン・ケンドール役で出演した。そして次のL.A.での『8』の上演ではドクター・グレゴリー・M・ヘレック役で出演した。

## 経歴
オマーリーは、1980年にオハイオ州クリーブランドで生まれて、アイルランドの出自を持つシングル・マザーのもとでカソリックとして育った。セイント・イグナティウス・ハイ・スクール卒業後はカーネギーメロン大学に進学して、同大学でジョシュ・ギャッドやレズリー・オードム・ジュニアと知り合い、いまだに友人関係を継続している。

## 映像作品
オマ－リーは、2004年『On the Run』の小さな役でカメオ出演した。映画で知られているのは『ドリームガールズ』への出演で、オマーリーは『Cadillac Car』を歌って、サウンドトラックの『「ドリームガールズ」オリジナル・サウンドトラック』に収録された。

## シアター
『Snoopy! The Musical』のチャーリー・ブラウン役でスタートして、2006年には『Happy Days』のリッチー・カニングハム役で出演した。
2008年には、ブロードウェイ製作のミュージカル『高慢と偏見』でチャールズ・ビングリー役で出演し、ブロードウェイには2005年に、『The 25th Annual Putnam County Spelling Bee』のリーフ・コーニーベアー、ウィリアム・バーフェーそしてダグラス・パンチ役で登場した。またオマーリーが演じた役は『蜘蛛女のキス』のヴァレンティン、『Charley's Aunt』のチャーリー、『Santa Claus Is Comin' to Town』のクリス・クリングルがある。そして、オフ・ブロードウェイには2009年、マーク・ウォルドロップ監督の『Newsical』リヴァイヴァル上演で登場した。
2011年3月24日にブロードウェイでオープンした、ミュージカル『ブック・オブ・モルモン』で、オマーリーはオリジナルのエルダー・マッケンリー役で出演した。ニュー・ヨーク・タイムズ紙のレヴューには、「私が個人的に気に入ったのは、全員でコーラスした陽気な、抑圧についての歌の『Turn It Off』です。ここでのリード・シンガーとダンサーのローリー・オマーリーは、彼自身の特別な方法で役を演じ、彼をスターにするために作られたかのようです。」と書かれている。この役でオマーリーは、2011年のドラマ・デスク・アウォーズとトニー賞のミュージカル助演賞にノミネートされた。
2011年7月18日に、オマーリーはニュー・ヨークの"Players Club"でジョージ・バーナード・ショーの『ファニーの初めての劇』に出演した。また2011年と2012年に、カリフォルニア州の「提案8号」についてのダスティン・ランス・ブラックの作品『8』に、そして、2013年10月から2013年12月までは、オフ・ブロードウェイ"Second Stage Theatre"の 『リトル・ミス・サンシャイン』にフランク・フーバーとして出演した
。
オマーリーは2016年4月11日から、ブロードウェイの『ハミルトン』にジョナサン・グロフからジョージ3世役を引き継いで登場した。

## チャリティー
オマーリーはゲイ・ライツを積極的に支持し、ギャヴィン・クリール、ジェニー・カネロスと共に2009年に運動グループ「ブロードウェイ・インパクト」を設立した。
オマ－リーは2010年にグループについて、「ブロードウェイ・インパクトはニュー・ヨークで平等のための大規模な集会を開催し、何千もの電話をかけました。そして、1,400人の人々がナショナル・イクアリティー・マーチに自由に参加できるように、ワシントンD.C.に25台のバスを手配しました。2010年にHRCコミュニティー賞を受賞し、INGニュー・ヨーク・シティ・マラソンにチャリティー・チームとして参加することになり、12人のランナーからなるチームが結成されました。結果としてブロードウェイ・インパクトに38,440ドルが集まりました！」と語っている!。 
2010年8月15日、オマ－リーはニュー・ヨークでのベネフィット・コンサート『Sing for the Cure』で『Don't Tell Mama』を歌った。また2010年11月2日に、ギャヴィン・クリール主催の『ブロードウェイ・インパクト・ファウンドレイザー』に参加した。そして、2010年7月25日に、「ブロードウェイ・インパクト」にとって重要な別のコンサートが開催された。 
オマーリーは、2011年6月に『Broadway Sings for Pride』のコンサートに参加し、2011年7月9日にメアリー・タイラー・ムーア、バーナデット・ピーターズと一緒に、『Broadway Barks』に出演した。
2012年に、ボーイフレンドのジェラルド・シュローダーと2人で、「GAP」の広告に『BE ONE』というキャプションで起用された。

## 私生活
オマーリーは19歳でゲイであることを公表している。
2011年4月のインタヴューでブランドン・ヴォスに、「ビジネスの前に人生があります。多分、何人かの俳優たちはカム・アウトしたので役を逃したでしょう。しかし、誰かが不幸にしたのですか？自分は主役を演じないので簡単でした。クローゼットに留まるエネルギーは想像もつきません。さらに、ゲイの俳優のための組織を立ち上げても、そこから完全に脱却は出来ません」と語っている。
2013年7月21日に、フェイスブックで、ジェラルド・シュローダーとの婚約を発表し、2014年9月28日に結婚した。ジェラルド・シュローダーは、インディアナ州インディアナポリスにあるノリス・ショパーン・シュローダー法律事務所のピーター・シュローダーの息子である。

## ディスコグラフィー
| アルバム                                                                                   | レーベル             | 年   |
| ------------------------------------------------------------------------------------------ | -------------------- | ---- |
| 「ドリームガールズ」オリジナル・サウンドトラック Dreamgirls: Music from the Motion Picture | Music World/Columbia | 2007 |
| Happy Days: Original Cast Recording                                                        | PS Classics          | 2008 |
| The Book of Mormon: Original Broadway Cast Recording                                       | Ghostlight Records   | 2011 |

## 映画
| 年   | 邦題 原題                   | 役名                          | 備考       |
| ---- | --------------------------- | ----------------------------- | ---------- |
| 2004 | On the Run                  | Customer                      | Short film |
| 2006 | ドリームガールズ Dreamgirls | デイヴ Dave                   |            |
| 2012 | Live!                       | Red Sox Hat Student           |            |
| 2016 | マザーズ・デイ Mother's Day | 顧客 Customer at Book Signing |            |

## TVドラマとTVシリーズ
| 年   | 邦題 原題                                                  | 役名                        | 備考                                                |
| ---- | ---------------------------------------------------------- | --------------------------- | --------------------------------------------------- |
| 1996 | MADtv                                                      | Tommy                       | 2 Episodes                                          |
| 2012 | ナース・ジャッキー Nurse Jackie                            | デイヴ・タイラー Dave Tyler | 第4シーズン 第7話 「こんにちはお父さん」            |
| 2012 | LAW & ORDER:性犯罪特捜班 Law & Order: Special Victims Unit | クレイグ Craig              | 第14シーズン 第3話 「彼女の望み」                   |
| 2012 | 8                                                          | Dr. Gregory Herek           | (Video)                                             |
| 2013 | 1600 Penn                                                  | Tour Guide                  | season! Episode6 "Skip the Tour"                    |
| 2014 | It Could Be Worse                                          | Craigslister                | Season2 Episode2 "Straight Offer"                   |
| 2014 | Partners                                                   | Michael                     | 10Episodes                                          |
| 2014 | グッド・ワイフ The Good Wife                               | レン・コールダー Ren Calder | 第6シーズン 第6話 「魅惑の香り」                    |
| 2015 | For Real                                                   | Kent Connell-Green          | (TV Movie)                                          |
| 2017 | Crazy Ex-Girlfriend                                        | Jarl                        | Season 3 Episode 4 "Josh's Ex-Girlfriend Is Crazy." |

## シアター
| 年   | 邦題 原題                                       | 役名                                                      | 備考                                                                       |
| ---- | ----------------------------------------------- | --------------------------------------------------------- | -------------------------------------------------------------------------- |
| 2004 | Snoopy! The Musical                             | Charlie Brown                                             | Falcon Theatre production                                                  |
| 2005 | The 25th Annual Putnam County Spelling Bee      | Leaf Coneybear/William Barfee/Douglas Panch (Replacement) | Second Stage Theater Barrington Stage Company                              |
| 2006 | Happy Days                                      | Richie Cunningham                                         | (1974-1984年TV:ハッピーデイズ) Falcon Theatre World Premiere at Los Angels |
| 2007 | Happy Days                                      | Richie Cunningham                                         | Norma Terris Theatre Goodspeed Opera House                                 |
| 2008 | 高慢と偏見 Pride and Prejudice                  | チャールズ・ビングリー Charles Bingley                    | (1813年小説:高慢と偏見) Eastman Theatre                                    |
| 2011 | ブック・オブ・モルモン The Book of Mormon       | エルダー・マッケンリー Elder McKinley                     | Eugene O'Neill Theatre                                                     |
| 2011 | 8                                               | Ryan Kendall                                              | Eugene O'Neill Theatre                                                     |
| 2011 | She Loves Me                                    | Arpad Laszlo                                              | Angus Bowmer Theater                                                       |
| 2012 | 8                                               | Dr. Gregory M. Herek                                      | Ebell of Los Angeles                                                       |
| 2013 | リトル・ミス・サンシャイン Little Miss Sunshine | フランク・フーヴァー Frank Hoover                         | (2006年の映画:リトル・ミス・サンシャイン) Second Stage Theatre             |
| 2013 | Nobody Loves You                                | Evan                                                      | Second Stage Theater                                                       |
| 2016 | Nerds                                           | Bill Gates                                                | Cancelled                                                                  |
| 2016 | ハミルトン Hamilton                             | ジョージ3世 King George III                               | Richard Rodgers Theatre                                                    |

## 受賞とノミネーション

### ノミネーション
- 2011 Tonny Award,Featured Actor in a Musical-The Book of Mormon[36]

- 2011 Drama Desk Award,Outstanding Featured Actor in a Musical-The Book of Mormon[37]
- 2014 Drama Desk Award,Outstanding Featured Actor in a Musical-Nobody Loves You [38]
- 2016 Broadway.com Audience Award,Favorite Replacement (Male),Musical-Hamilton

## 参照
1. ↑  “How an Irish pub and then some raised Rory O’Malley”. 2014年5月18日閲覧。
2. ↑  “Missionary Man”. 2011年3月8日閲覧。
3. ↑  “Press Release: Carnegie Mellon Alumnus, Tony Award Nominee Rory O'Malley Returns to Campus for Reading of the Play "8" on Sept. 10”. Carnegie Mellon University. (2012年8月28日) 2013年2月16日閲覧。
4. ↑  Gottfried, Marvin (2007). "Introduction". Dreamgirls: The Movie Musical. New York: Newmarket Press. p.15
5. ↑  Katie Hasty, "'Dreamgirls' Remains No. 1 As Sales Keep Sliding", Billboard.com, January 17, 2006
6. ↑  "'Peanuts' zestily seasoned in 'Snoopy, the Musical'", latimes.com, June 24, 2004.
7. ↑  "'Happy Days' Listing, 2008" goodspeed.org, accessed January 24, 2011
8. ↑  Gans, Andrew. Casting Complete for Paper Mill's 'Happy Days'". Playbill.com, September 21, 2007
9. ↑  Finkle, David. "Review-'Happy Days – The Musical' at PaperMill". Theatermania.com, October 2, 2007
10. ↑  “Grease's Laura Osnes is Elizabeth Bennet in Pride & Prejudice”. 2011年4月28日閲覧。
11. ↑  "'Bee' Spells Farewell January 20, 2008" Broadwayworld.com
12. 1 2  “Resume”. roryomalley.com. 2011年4月23日閲覧。
13. ↑  Gardener, Elysa. "'South Park' duo goes Broadway: 'Mormon' is a 'pro-faith musical'". USA Today, February 21, 2011, accessed February 23, 2011.
14. ↑  Stack, Peggy Fletcher (2011年2月25日). “'Book of Mormon' musical called surprisingly sweet”. The Salt Lake Tribune
15. ↑  "'The Book Of Mormon' to Open at Eugene O'Neill 3/24; Previews 2/24", broadwayworld.com, 2010-09-13
16. ↑  Ben Brantley (2011年3月24日). “Missionary Men With Confidence in Sunshine”. New York Times. 2011年3月24日閲覧。
17. ↑  Andrew, Gans. "56th Annual Drama Desk Nominations Announced; Book of Mormon Scores 12 Nominations", playbill.com, April 29, 2011
18. ↑  "2011 Tony Nominations Announced! 'The Book Of Mormon' Leads With 14!", broadwayworld.com, May 5, 2011
19. ↑  Gans, Andrew. "Mara Davi, Rory O'Malley, Susan Blackwell, Christine Pedi Set for Reading of 'Fanny's First Play' " Playbill, June 30, 2011
20. ↑  “Brad Pitt joins star-studded Prop 8 play”.   CNN.com. 2012年3月5日閲覧。
21. ↑  Isherwood, Charles. "Theater Reviews. Fractious Family Indulging the Dream of a Child" The New York Times, November 15, 2013
22. 1 2  Mellini, Michael (2011年4月21日). “Missionary Man Rory O'Malley On Bottling Up Emotions in The Book of Mormon”. Broadway.com. 2011年4月22日閲覧。
23. ↑  O'Malley, Rory. “Broadway Impact”. 2011年4月23日閲覧。
24. ↑  Gans, Andrew (2010年8月6日). “Sing For The Cure: A Benefit to Feature O'Malley, Wilson and Reiber”. Playbill. 2011年4月23日閲覧。
25. ↑  Hetrick, Adam (2010年10月29日). “Gavin Creel to Lead Broadway Impact Concert Nov. 2”. playbill.com. 2011年4月23日閲覧。
26. ↑  Gans, Andrew. “American Idiot's Umphress, Jones, Canonico, Cervantes, Bennett to Sing for Broadway Impact”. 2011年4月23日閲覧。
27. ↑  http://broadwayworld.com/article/Rory-OMalley-Raymond-J-Lee-et-al-Set-for-BROADWAY-SINGS-FOR-PRIDE-627-20110616
28. ↑  http://broadwayworld.com/article/Kerry-Butler-Patina-Miller-Nick-Adams-et-al-Set-for-2011-BROADWAY-BARKS-79-20110617
29. ↑  http://broadwayworld.com/printcolumn.php?id=374510
30. ↑  “Missionary Man”. 2011年3月8日閲覧。
31. ↑  “Partner”. www.ncs-law.com. 2016年2月11日閲覧。
32. ↑  Katie Hasty, "Ciara, Eminem, Stefani Overtake The Billboard 200", Billboard.com, December 13, 2006.
33. ↑  “Happy Days (2007 Original Cast Recording)”. Amazon.com. 2011年4月28日閲覧。
34. ↑  Hetrick, Adam. "The Book of Mormon Cast Album to Arrive Via Ghostlight Records". Playbill.com, March 15, 2011.
35. ↑  “Steve Jobs-Bill Gates Musical ‘Nerds’ Nixes Broadway Run”. 2016年3月8日閲覧。
36. ↑  "2011 Tony Nominations Announced! THE BOOK OF MORMON Leads With 14!", broadwayworld.com, May 5, 2011
37. ↑  “Awards”. 2012年4月27日閲覧。
38. ↑  “Awards”. 2015-4-31閲覧。 エラー: 閲覧日が正しく記入されていません。（説明）